# Vulgata
Biblia Vulgata, den almindelige Bibel, er navnet på en latinsk oversættelse af Det Gamle Testamente fra hebraisk og Det Nye Testamente fra græsk. Oversættelsen blev udført af Hieronymus mellem 382 og 405 på foranledning af pave Damasus. Formålet var at samle de forskellige bibelversioner til en enhed.
Siden 1546 har Vulgata været anerkendt som Den romersk-katolske kirkes officielle bibeltekst. Fra 1979 i den reviderede udgave, Nova Vulgata.
Før Vulgata fandtes et utal forskellige latinske oversættelser af Bibelen, som nu går under navnet Vetus Latina – det gamle latin. Da de er oversat af mange forskellige og af hinanden uafhængige oversættere, var kvaliteten ikke tilfredsstillende, og der var behov for en autoriseret og ensartet oversættelse til brug i kirken.
Hieronymus begyndte arbejdet med den nye oversættelse i Rom, men flyttede til Bethlehem, hvor han gjorde oversættelsen færdig. Efter en lidt modstræbende modtagelse blev Vulgata med tiden accepteret, og i dag findes den bevaret i mere end 8000 afskrifter.
De var ikke alle lige vellykkede, og der er blevet gjort mange forsøg på at forbedre Vulgata. I det 13. århundrede blev den gennemgået og revideret af teologer ved universitetet i Paris; denne udgave lå til grund for Gutenbergs første trykte bibel i 1456.
På kirkemødet i Trento i Italien i 1546 blev det besluttet, at Vulgata skulle være den officielle Bibel i den katolske kirke, og den blev endnu engang revideret og omskrevet. Resultatet blev Vulgata Clementina i 1592, der blev den autoriserede katolske Bibel.
Arbejdet med Nova Vulgata, den nye Vulgata, påbegyndtes i 1907.
Blandt de mest vellykkede udgaver af Vulgata er Codex Amiatinus i Firenze, Codex Cavensis i Salerno, Codex Dublinensis (Book of Armagh) i Dublin, Codex Fuldensis i Fulda i Tyskland, Lindisfarne Gospels i British Library og Codex Sangallensis i St. Gall i Schweiz.

## Fadervor på vulgatalatin
Pater noster, qui es in caelis,
sanctificetur nomen tuum,
adveniat regnum tuum,
fiat voluntas tua,
sicut in caelo, et in terra.
Panem nostrum supersubstantialem da nobis hodie;
et dimitte nobis debita nostra,
sicut et nos dimittimus debitoribus nostris;
et ne inducas nos in tentationem,
sed libera nos a Malo.